# Annie Up
Annie Up (2013) è il secondo album del trio country Pistol Annies, formato da Miranda Lambert, Ashley Monroe e Angaleena Presley.  Come il precedente Hell on Heels, l'album è stato accolto in modo molto favorevole dalla critica, ricevendo un punteggio di 88/100 presso Metacritic.

## Tracce
1. I Feel a Sin Comin' On (Lambert/Monroe/Presley)
2. Hush Hush (Lambert/Monroe/Presley)
3. Being Pretty Ain't Pretty (Lambert/Monroe/Presley)
4. Unhappily Married (Lambert/Monroe/Presley)
5. Loved by a Workin' Man (Presley)
6. Blues, You're a Buzzkill (Lambert/Monroe/Presley)
7. Don't Talk About Him, Tina  (Lambert/Presley)
8. Trading One Heartbreak for Another (Monroe/Presley)
9. Dear Sobriety (Lambert/Monroe)
10. Damn Thing (Lambert/Monroe/Presley)
11. Girls Like Us (Lambert/Monroe/Presley)
12. I Hope You're the End of My Story (Lambert/Monroe/Presley)